# Ignacio Rogers
Ignacio Rogers (Buenos Aires, 24 settembre 1987) è un attore e regista argentino.

## Biografia
Ignacio Rogers ha esordito come attore nel 2005 nel film Como un avión estrellado.

## Filmografia

### Attore
- Como un avión estrellado (2005)
- Cómo estar muerto/Como estar muerto (2008)
- Excursiones (2009)
- Te amo y morite - cortometraggio (2009)
- Aire solo sería - cortometraggio (2010)
- El pasante (2010)
- Liniers, la película (2011)
- La carrera del animal (2011)
- Another Silence (2011)
- El hombre de tu vida, negli episodi 1x1 (2011) e 1x11 (2011)
- El amor cambia - cortometraggio (2011)
- El donante (2012) Miniserie TV
- En terapia (2012) Serie TV
- El Crítico (2013)
- Vidrios (2013)
- Forastero - cortometraggio (2013)
- Círculo íntimo, episodio del film Santos y pecadores (2014)
- Ahora es nunca - cortometraggio (2014)
- La vida de alguien (2014)
- Esteros, regia di Papu Curotto (2016)

### Regista, sceneggiatore, produttore e montatore
- Sábado uno - cortometraggio (2010)

## Riconoscimenti
Argentinean Film Critics Association Awards
- 2006 – Candidatura al premio per il miglior attore rivelzione per Como un avión estrellado

Buenos Aires International Festival of Independent Cinema
- 2010 – Premio per il miglior cortometraggio a Sábado uno